# Christophe Tiozzo
Christophe Tiozzo (* 1. Juni 1963 in Saint-Denis, Frankreich) ist ein ehemaliger französischer Profiboxer. Er war im Laufe seiner Karriere EBU-Europameister im Mittelgewicht und WBA-Weltmeister im Supermittelgewicht.
Als Amateur gewann er eine Bronzemedaille im Halbmittelgewicht bei den Olympischen Spielen 1984.

## Amateurkarriere
Christophe Tiozzo wurde 1982 und 1983 Französischer Meister im Halbmittelgewicht, sowie 1985 Französischer Meister im Mittelgewicht. Er gewann 1983 eine Bronzemedaille im Halbmittelgewicht bei den Mittelmeerspielen in Casablanca und 1984 ebenfalls eine Bronzemedaille im Halbmittelgewicht bei den Olympischen Spielen in Los Angeles, nachdem er erst im Halbfinale gegen Shawn O’Sullivan ausgeschieden war.
Weiters war er Viertelfinalist der Junioren-Europameisterschaften 1982 in Schwerin, Achtelfinalist der Europameisterschaften 1983 in Warna, sowie Viertelfinalist (nach Disqualifikation) der Europameisterschaften 1985 in Budapest.
Insgesamt gewann er als Amateur 85 von 93 Kämpfen, davon 24 vorzeitig.

## Profikarriere
Christophe Tiozzo gab sein Profidebüt am 29. Oktober 1985 in Paris. Er blieb bis 1990 in 25 Kämpfen ungeschlagen und besiegte dabei unter anderem den ehemaligen EBU-Europameister Jimmy Cable, sowie am 18. April 1988 Pierre Joly, wodurch er selbst EBU-Europameister im Mittelgewicht wurde und den Titel im Juni 1988 gegen den Deutschen Meister Andreas Prox, sowie im September 1988 gegen den Spanischen Meister und ehemaligen EBU-Europameister Alfonso Redondo verteidigen konnte. Einen weiteren beachtlichen Sieg erreichte er im März 1989 gegen James Kinchen, welcher im November 1988 beim Kampf um den WBO-Titel nur knapp nach Punkten gegen Thomas Hearns unterlegen war.
Am 30. März 1990 boxte er in Lyon um den WBA-Weltmeistertitel im Supermittelgewicht und siegte durch TKO in der sechsten Runde gegen Baek In-chul. Noch im selben Jahr verteidigte er den Titel jeweils durch TKO gegen die beiden US-Amerikaner Paul Whittaker und Dan Morgan, ehe er den Gürtel am 5. April 1991 selbst durch eine TKO-Niederlage an Víctor Córdoba aus Panama verlor.
Am 5. Juni 1992 boxte er noch um den WBC-Weltmeistertitel im Halbschwergewicht, verlor jedoch durch TKO in der achten Runde gegen den Australier Jeff Harding.
In den folgenden Jahren bestritt er nur noch drei Kämpfe, den letzten gewann er dabei am 4. Mai 1996 nach Punkten gegen Philippe Michel, der im Oktober 1995 gegen Dariusz Michalczewski um den WBO-Titel geboxt hatte. Tiozzo gilt als der letzte Profiboxer Frankreichs, dessen Kämpfe wie früher zur besten Sendezeit am Fernsehen übertragen wurden. 1996 beendete er seine Karriere.

## Weiteres
Sein Bruder Fabrice Tiozzo war ebenfalls Profiboxer und dreifacher Weltmeister in zwei Gewichtsklassen.
| Vorgänger    | Amt                                                                      | Nachfolger     |
| ------------ | ------------------------------------------------------------------------ | -------------- |
| Baek In-chul | Boxweltmeister im Supermittelgewicht (WBA) 30. März 1990 – 5. April 1991 | Víctor Córdoba |